# Gottfried Gold von Lampoding
Gottfried III. Gold von Lampoding, OSB (* 28. Juli 1650 in Salzburg; † 8. November 1702 in Admont), war ein salzburgischer römisch-katholischer Geistlicher und von 1696 bis 1702 Abt der Benediktinerabtei St. Blasius zu Admont.

## Leben und Wirken
Geboren als Sohn des Kommandeurs der Festung Hohensalzburg, Johann Ulrich Gold, der 1665 in den Freiherrenstand erhoben worden war, gehörte Gottfried Gold von Lampoding einem Salzburger Adelsgeschlecht an. 1667 trat er dem Stift Admont bei und studierte anschließend an der Benediktineruniversität Salzburg Theologie und Philosophie. 1688 wurde er zum Subprior des Stifts, 1691 zum Leiter der stiftischen Ökonomie ernannt und 1696 zum Abt gewählt. Aufgrund von politischen Spannungen zwischen Kaiser Leopold I. und dem Salzburger Erzbischof Johann Ernst von Thun und Hohenstein konnte die Abtsweihe erst 1699 vollzogen worden, gleichzeitig erfolgte auch die Ernennung zum Kaiserlichen Rat.
Bereits im ersten Jahr seines Abbatiats ließ er durch Stadtbaumeister Andreas Sattler Bauarbeiten am Admonter Hof in Bruck, im darauffolgenden Jahr durch Andreas Marx am Admonter Hof in Graz durchführen. Sein wichtigstes Werk wurden die Umbaumaßnahmen an der Wallfahrtskirche Frauenberg an der Enns, wo er den bisherigen Westturm zwischen Kirche und Pfarrhof bis auf den Unterbau niederlegen und im Osten zu Seiten der zunächst noch fortbestehenden gotischen Apsis zwei Fassadentürme errichten ließ, sodass unter ihm das bauliche Ensemble im Wesentlichen das heutige Aussehen erhielt. Im Stift Admont selbst ließ Abt Gottfried ein neues mit Deckenfresken und den Wandbildern von Stiftern und Wohltätern ausgestattetes Refektorium errichten, das beim Stiftsbrand 1865 zugrunde ging. Mehrere der stiftischen Pfarrkirchen stattete er nach den Abgaben ihres Geläuts während der Türkenbelagerung Wiens mit neuen Glocken aus.
Das Familienwappen der Gold von Lampoding zeigt im quer mittig geteilten Schild oben in Silber nebeneinander zwei rote Post- oder Jagdhörner an roten Schnüren hängend, unten in rot ein silbernes Jagdhorn an silbernen Schnüren.